# Epidendrum ciliipetalum
Epidendrum ciliipetalum är en orkidéart som först beskrevs av Leslie Andrew Garay, och fick sitt nu gällande namn av Eric Hágsater och E.Santiago. Epidendrum ciliipetalum ingår i släktet Epidendrum och familjen orkidéer. Inga underarter finns listade i Catalogue of Life.